# Serranus chionaraia
Serranus chionaraia és una espècie de peix de la família dels serrànids i de l'ordre dels perciformes.

## Morfologia
Els mascles poden assolir els 5 cm de longitud total.

## Distribució geogràfica
Es troba des del sud de Florida fins al nord del Carib.